# Ison & Fille
Ison & Fille är en svensk hiphopduo bestående av Ison Glasgow och Felipe Leiva Wenger. DJ Taro är deras DJ.

## Bakgrund
Ison Glasgow, född 8 oktober 1980, kommer från USA och är uppvuxen i Bredäng.  Felipe Leiva Wenger, född 25 april 1980, kommer från Chile och är uppvuxen i Vårberg. Fille kom till Sverige 1985, Ison 1986. De träffades år 1994 i basketklubben JKS i Bredäng. Rapkarriären började på en ungdomsgård i Skärholmen där de båda skrev låtar. Då var de 20 ungdomar i samma studio så de fick inte mycket tid att spela in sina låtar, det är något som de håller fast vid även idag "Snabbt In, Snabbt Ut".
Båda är uppväxta utan pappor. När Ison var 13 år gammal avled hans pappa och Filles pappa stannade kvar i Chile när hans mamma och hans två bröder flyttade till Sverige.

## Karriär
Deras första låtar hamnade på samlingsalbumet Den svenska underjorden som släpptes 2000 efter att Filles lillebror Sabo kommit i kontakt med The Latin Kings. Deras första hit (som spelades flitigt på ZTV) var "När vi glider". Där gästar också Sabo, DekanGuldish och Ju-Mazz från Highwon. I videon till "När vi glider" åker de runt i en gammal Ford som blir bogserad eftersom ingen av dem hade körkort. Ison och Fille har turnerat flitigt sedan början på 2000-talet 
De skådespelardebuterade 2007 i SVT:s miniserie Leende guldbruna ögon där de spelar två rappare vid namnen Carlos och Mike. Fille spelar Lilla Al Fadji i TV-serien Lilla Al-Fadji & Co. De är även med i serien Sverige dansar och ler där de spelar sig själva. Ison leder även radioprogrammet Metropol Morgon. 
De har samarbetat musikaliskt med bland annat Petter och det egna crewet Highwon. Fille och hans bror Sabo driver även projektet Grillat & Grändy där Ison medverkat ibland. 
År 2012 vann Ison & Fille P3 Guld i kategorin årets hiphop/soul.
Hösten 2012 var Ison  jurymedlem i TV4:s produktion av X Factor. De medverkade i Musikhjälpen 2013 med låtarna "Vår sida av stan" och "Galen" och var med för första gången i Allsång på Skansen 15 juli 2014. Där framförde de låten "Länge leve vi". År 2015 deltog de i TV4:s program Så mycket bättre, som första duo i programmets historia.
År 2019 släppte de en uppföljare av  protestsången mot vapenvåldet, Lägg ner ditt vapen. Låten är en remix-singel på Ison & Filles låt med samma namn, som gavs ut redan 2006.
2023 medverkade han i SVT-serien När hiphop tog över.

## Diskografi

### EP
- 2001 – Tillbaka till gatan
- 2007 – Vad e det för Mode?

### Album
- 2002 – Vår sida av stan
- 2004 – Ison & Fille
- 2006 – Stolthet
- 2011 – För Evigt
- 2014 – Länge Leve Vi

### Singlar
- 2001 – När vi glider (med Sabo & Ju-mazz)
- 2002 – Fakka ur
- 2004 – Ta d dit
- 2004 – Vill va highwon (med Hoosam, Sabo och Gurmo)
- 2004 – Haffa
- 2006 – Ge mig (med Sabo och Gurmo)
- 2006 – Lägg ner ditt vapen (med Ismail Skalli El Hachimi)
- 2006 – Hela dan varje dag (med Sabo)
- 2007 – Vad e det för mode
- 2009 – Jag skrattar idag
- 2009 – Ikväll är vi kungar
- 2009 – För Alla Dom (med Petter och Mogge)
- 2010 – Från Hjärtat (tillsammans med HighWon)
- 2010 – Stationen (med Stor och Aleks)
- 2011 – Galen
- 2011 – Sena nätter, tomma glas (med Veronica Maggio)
- 2013 – Vår Sida Av Stan
- 2018 – Pengar
- 2019 – Vinnare (med Cherrie och Imenella)